# ベン・ギャリソン
ベン・ギャリソン（Ben Garrison、1957年 - ）は、アメリカ合衆国の極右政治漫画家。彼の漫画は、オルタナ右翼のイデオロギーを描写しており、オルタナ右翼によって宣伝されている。彼は、性差別、人種主義、イスラム恐怖症、ワクチン忌避、反ユダヤ主義として特徴付けられる物議を醸す漫画を制作した。また、気候変動の否定を試み、陰謀論を推進したことで批判されてきた
。彼の漫画はしばしば、保守的な人物やドナルド・トランプを称賛している。
2015年に行われたブライトバート・ニュースのインタビューで、ギャリソンは2016年アメリカ合衆国大統領選挙で支持候補はいないと述べていたが、「ネオコンの共和党を動揺させた」ことでトランプを肯定的に言及した。